# Infinity (김경호의 음반)
《Infinity》는 김경호의 아홉 번째 정규 음반이다. 타이틀곡은 습관이다.

## 수록곡
| #   | 제목                    | 작사   | 작곡   | 편곡           | 재생 시간 |
| --- | ----------------------- | ------ | ------ | -------------- | --------- |
| 1.  | 〈독(毒)〉              | 김태훈 | 홍동표 | 홍동표         | 3:36      |
| 2.  | 〈마치 너인 것처럼〉    | 이세준 | 이상준 | 차길완, 박경훈 | 4:06      |
| 3.  | 〈습관TITLE〉           | 이세준 | 이상준 | 차길완         | 4:08      |
| 4.  | 〈젊은 날의 초상〉      | 표건수 | 표건수 | 표건수         | 4:31      |
| 5.  | 〈Sad Song〉            | 양재선 | 전해성 | 나원주         | 4:01      |
| 6.  | 〈널 잊지 못하는 내가〉 | 이경   | 김승우 | 김승우, FMG    | 4:02      |
| 7.  | 〈불면증〉              | 정은경 | 박세준 | 김동혁         | 5:05      |
| 8.  | 〈비가 되어 흐르는 너〉 | 권지희 | 박정식 | 양남승         | 3:45      |
| 9.  | 〈나나나〉              | 표건수 | 표건수 | 표건수         | 4:43      |
| 10. | 〈Make It Go Away〉     | 김은아 | 오광석 | 오광석, 정필승 | 3:57      |
| 11. | 〈터널〉                | 정은경 | 홍동표 | 홍동표         | 3:37      |

| #   | 제목                    | 작사   | 작곡   | 편곡           | 재생 시간 |
| --- | ----------------------- | ------ | ------ | -------------- | --------- |
| 1.  | 〈독(毒)〉              | 김태훈 | 홍동표 | 홍동표         | 3:36      |
| 2.  | 〈마치 너인 것처럼〉    | 이세준 | 이상준 | 차길완, 박경훈 | 4:06      |
| 3.  | 〈습관TITLE〉           | 이세준 | 이상준 | 차길완         | 4:08      |
| 4.  | 〈젊은 날의 초상〉      | 표건수 | 표건수 | 표건수         | 4:31      |
| 5.  | 〈Sad Song〉            | 양재선 | 전해성 | 나원주         | 4:01      |
| 6.  | 〈널 잊지 못하는 내가〉 | 이경   | 김승우 | 김승우, FMG    | 4:02      |
| 7.  | 〈불면증〉              | 정은경 | 박세준 | 김동혁         | 5:05      |
| 8.  | 〈비가 되어 흐르는 너〉 | 권지희 | 박정식 | 양남승         | 3:45      |
| 9.  | 〈나나나〉              | 표건수 | 표건수 | 표건수         | 4:43      |
| 10. | 〈Make It Go Away〉     | 김은아 | 오광석 | 오광석, 정필승 | 3:57      |
| 11. | 〈터널〉                | 정은경 | 홍동표 | 홍동표         | 3:37      |

## 수록곡 세션 정보
1. 독(毒)
- 작사 : 김태훈
- 작곡/편곡 : 홍동표

- 기타 : 김세황, 배지환
- 베이스 : 이태윤
- 드럼 : 강수호
- 피아노 : 홍동표
- 스트링 : The Strings
- 랩 : Dawn
- 코러스 : 김경호, 일루미나

2. 마치 너인것처럼
- 작사 : 이세준
- 작곡 : 이상준
- 편곡 : 차길완, 박경훈

- 기타 : 샘 리
- 베이스 : 이태윤
- 드럼 : 강수호
- 피아노 : 차길완
- 스트링 : The Strings
- 스트링 편곡 : 신상우
- 코러스 : 이세준

3. 습관
- 작사 : 이세준
- 작곡 : 이상준
- 편곡 : 차길완

- 기타 : 함춘호
- 베이스 : 이태윤
- 드럼 : 강수호
- 피아노 : 차길완
- 스트링 : The Strings
- 스트링 편곡 : 신상우

4. 젊은 날의 초상
- 작사/작곡/편곡 : 표건수

- 기타 : 표건수
- 베이스 : 이태윤
- 드럼 : 강수호
- 스트링 : The Strings
- 스트링 편곡 : 구모균
- 컴퓨터 프로그래밍 : 표건수
- 코러스 : 김경호, 표건수, 이원석

5. Sad Song
- 작사 : 양재선
- 작곡 : 전해성
- 편곡 : 나원주

- 기타 : 샘리
- 베이스 : 신현권
- 드럼 : 신석철
- 피아노 : 나원주
- 스트링 : The Strings
- 스트링 편곡 : 나원주
- 컴퓨터 프로그래밍 : 나원주
- 코러스 : 김경호, 이세준

6. 널 잊지못하는 내가
- 작사 : 이경
- 작곡 : 김승우
- 편곡 : 김승우, FMG

- 기타 : 샘리
- 베이스 : 이태윤
- 드럼 : 강수호
- 피아노 : 김승우
- 스트링 : The Strings
- 스트링 편곡 : 구모균

7. 불면증
- 작사 : 정은경
- 작곡 : 박세준
- 편곡 : 김동혁

- 기타 : 샘리
- 베이스 : 신현권
- 드럼 : 신석철
- 피아노 : 김동혁
- 스트링 : The Strings
- 스트링 편곡 : 김동혁
- 컴퓨터 프로그래밍 : 김동혁

8. 비가 되어 흐르는 너
- 작사 : 권지희
- 작곡 : 박정식
- 편곡 : 양남승

- 기타 : 김세황
- 베이스 : 이태윤
- 드럼 : 강수호
- 피아노 : 전계리
- 스트링 : The Strings
- 스트링 편곡 : 구모균
- 코러스 : 정재호

9. 나나나
- 작사/작곡/편곡 : 표건수

- 기타 : 표건수, 이태윤
- 드럼 : 강수호
- 컴퓨터 프로그래밍 : 표건수
- 코러스 : 표건수, 이원석

10. Make It Go Away
- 작사 : 김은아
- 작곡 : 오광석
- 편곡 : 오광석, 정필승

- 기타 : 김세황
- 베이스 : 이태윤
- 드럼 : 강수호
- 피아노 : 필승
- 코러스 : 김경호

11. 터널
- 작사 : 정은경
- 작곡/편곡 : 홍동표

- 기타 : 양남승
- 베이스 : 이태윤
- 드럼 : 강수호
- 피아노 : 홍동표
- 컴퓨터 프로그래밍 : 홍동표
- 코러스 : 김경호

## 참여 스텝
- Executive Producer 김부영
- Album & Music Produced By 김경호
- Recording Studio : Velvet Sound Recording Studio
- Recording Engineer 최종호
- Mixing Engineer 박근준, 최종호
- Assistant Engineer : 노광균, 이강민, 신용식, 최자옥
- Mastering Studio : SONIC KOREA
- Mastering Engineer : 최효영
- Local A&R : 황정현, 이현주
- Photographer : 로빈킴
- Jacket Design : Tugable
- Stylist : 이호성 김형
- Hair & Make Up : 이호성
- 의상 협찬 : LOTOCO
- Management : 남동우, 이민재